# Риузинью
Риузинью (порт. Riozinho)  —  муниципалитет в Бразилии, входит в штат Риу-Гранди-ду-Сул. Составная часть мезорегиона Агломерация Порту-Алегри. Входит в экономико-статистический  микрорегион Грамаду-Канела. Население составляет 4575 человек на 2006 год. Занимает площадь 239,340 км². Плотность населения — 19,1 чел./км².

## История
Город основан 5 сентября 1988 года. 

## Статистика
- Валовой внутренний продукт на 2003 составляет 39.019.389,00 реалов (данные: Бразильский институт географии и статистики).
- Валовой внутренний продукт на душу населения на 2003 составляет 8.982,36 реалов (данные: Бразильский институт географии и статистики).
- Индекс развития человеческого потенциала на 2000 составляет 0,758 (данные: Программа развития ООН).